# 권혁풍
권혁풍(1955년 ~ )는 대한민국의 배우이다.

## 출연 작품

### 영화
- 2021년 《유공자》 - 일래친구 역
- 2015년 《더 로열리스트》 - 장군 역
- 2015년 《내부자들: 디 오리지널》 - 석명관 역
- 2015년 《내부자들》 - 석명관 역
- 2015년 《쎄시봉》 - 형주 부 역
- 2013년 《롤플레이 2: 동침》 - 인식 역
- 2012년 《바람과 함께 시라지다》 - 이성호 역
- 2011년 《시선 너머》 - 사장 역
- 2011년 《간증》 - 박덕준 역
- 2010년 《여의도》 - 사장 역
- 2010년 《회오리 바람》 - 미정 부 역
- 2010년 《페어 러브》 - 윤 사장 역
- 2010년 《용서는 없다》 - 성호부 역
- 2009년 《반두비》 - 취객 역
- 2009년 《물 좀 주소》 - 홍 차장 역
- 2009년 《인사동 스캔들》 - 한 사장 역
- 2009년 《키친》 - 요리 품평회 투자자 역
- 2008년 《고고70》 - 음악살롱 시장 역
- 2008년 《눈에는 눈 이에는 이》 - 윤 상무 역
- 2007년 《마강호텔》 - 박두만 역
- 2006년 《폭력써클》 - 김재구 부 김창수 역
- 2006년 《잘 살아보세》 - 면장 역
- 2006년 《괴물》 - 윤 사장 역
- 2006년 《한반도》 - 일본 무장 1 역
- 2005년 《빛나는 거짓》 - 출판사 사장 역
- 2005년 《생리해서 좋은 날》 - 재구 역
- 2004년 《발레 교습소》 - 동완 부 역
- 2004년 《내 남자의 로맨스》 - 원장 역
- 2004년 《안녕! 유에프오》 - 상현 부 역
- 2003년 《싱글즈》 - 박 상무 역
- 2003년 《살인의 추억》 - 소현 현장 감식반원 역
- 2003년 《이중간첩》 - 구원사 역
- 2002년 《H》 - 이 반장 역
- 2002년 《오아시스》 - 무전취식 음식점 주인 남 역
- 2002년 《긴급조치 19호》 - 국정원장 역
- 2000년 《플란다스의 개》 - 관리소 주임 역
- 2000년 《거짓말》 - 화단 선배 역
- 1999년 《주유소 습격 사건》 - 페인트 부 역
- 1995년 《아름다운 청년 전태일》 - 포장마차 취객 역

### 드라마
- 《황금빛 내 인생》 (2017년, KBS2) - 선우석 역
- 《떼루아》 (2008년, SBS) - 전상진 역